# Teyran
Teyran é uma comuna francesa na região administrativa de Occitânia, no departamento de Hérault. Estende-se por uma área de 10,04 km². Em 2010 a comuna tinha 4 690 habitantes (densidade: 467,1 hab./km²).